# Richard Lespagnard
Richard Lespagnard, né le 17 avril 1932 à Hollogne-aux-Pierres et mort le 29 mai 1966 à Eupen, est un ancien handballeur belge.
Originaire de Hollogne-aux-Pierres, il déménagea à Flémalle-Haute en 1945 et s'affilie à l'OC Flémallois en 1947.
Il évolua au poste de Arrière à l'Olympic Club Flémallois. Il porta le numéro 4.
Il fut un des piliers de son équipe, et possède plusieurs titres pour le prouver.

## Biographie

### Carrière avec l'OC Flémallois
Né le 17 avril 1932 à Hollogne-aux-Pierres, Richard déménagea à Flémalle-Haute en 1945.
Il est important de préciser qu'avant de s'adonner au handball, Richard officia comme footballeur au RFC Seraing où il évolua comme centre-avant.
Il s'affilia à l'OC Flémallois en 1947 et au même moment au club de tennis de table, ayant lui aussi pour siège, la Maison du Peuple de Flémalle-Haute.
En 1958, lorsque la fédération fut créée, l'Olympic Club Flémallois est le club de référence en Belgique. Il domine tout de suite les compétitions nationales et Richard est rapidement remarqué comme étant l'un des meilleurs de cette génération  qui fait partie des pionniers de ce handball belge puisqu'il fut élu par un jury de spécialistes, deux fois handballeur de l'année en 1959 et en 1961.
Il fut un de piliers de son équipe, diverses sélections en équipe nationale le prouvent, ainsi que trois remporta Coupe de Belgique et plusieurs apparitions à la Coupe des clubs champion, il remporta également huit championnat de Belgique avec les mauves et blanc du ROC Flémalle. Alors que lors de la saison 1965/1966, le ROC Flémalle n'est pas certain de conserver son titre car le club doit jouer un test match face au CH Schaerbeek Brussels car si Flémalle gagne, il garde son titre de champion sinon, c'est Schaerbeek qui remporte le championnat. Dans ce contexte, le ROC ne peut se permettre de perdre le match le plus capitale de la saison et à une semaine du match, l'équipe décide de participer au tournoi international d'Eupen. Lors de ce tournoi, le ROC Flémalle affronte entre autres, les Luxembourgeois du HB Eschois Fola, mais lors de cette rencontre, Richard s'écroule lors du match et décède sur le terrain du TSV Eupen 1889,. Les joueurs choqués demandent à l'URBH de remettre le test match qui doit avoir lieu à Mont-sur-Marchienne dans une semaine, mais ceux-ci refusent et décernent le trophée de champion de Belgique par forfait au CH Schaerbeek Brussels alors que pendant ce temps, tous les membres du ROC Flémalle enterrent l'une des stars du club et du handball belge qui s'est éteint prématurément à l'âge de 44 ans. Ses funérailles rassemblent une grande foule de délégation même étrangère en plus l'URBH et de la section liégeoise. Représentant la commune de Flémalle, André Cools tint même un discours.

### Privé
Richard épousa Mile Hélène Bonders également membre de l'équipe féminine de l'OC Flémallois, avec qui il eut deux enfants, Richard et Didier.

## Mémorial
En 2013, le comité du Racing Olympic Club Flémalle décide de créer un tournoi féminin en hommage aux deux grands joueurs décédés prématurément de l'ancien ROC Flémalle, Richard Lespagnard et Jean Mossoux. Le tournoi se nomme alors "Mémorial Lespagnard-Mossoux".

## Palmarès

### En club
- champion de Belgique (8)[3].
- Coupe de Belgique (3)[3].

### Distinctions individuelles
- 2 fois élu meilleur handballeur de l'année par l'URBH[3].